# Nugzar Tatalaszwili
Nugzar Tatalaszwili (ur. 20 marca 1990 w Gori) – gruziński judoka, uczestnik Letnich Igrzysk Olimpijskich 2012.
Na Igrzyskach Olimpijskich w Londynie startował w kategorii do 73 kg, początkowo został sklasyfikowany na 33. miejscu, po przegranej w pierwszej rundzie z reprezentantem Korei Południowej Wang Ki-Chunem, a w wyniku późniejszej dyskwalifikacji Amerykanina Nicka Delpopolo za obecność w organizmie niedozwolonej substancji (marihuany), ostatecznie zajął miejsce 32.